# Ísleifs þáttr byskups
Ísleifs þáttr byskups es una historia corta islandesa (þáttr) que relata una entretenida historia sobre el viaje de Ísleifur Gissurarson para proponer matrimonio a Dalla Þorvaldsdóttir (n. 1020), hija de Þorvaldur Ásgeirsson (n. 980). La historia acaba con un famoso comentario sobre Ísleifur del obispo Jón Ögmundsson: «Él siempre me viene a la mente cada vez que oigo mencionar algo sobre un buen hombre».